# Novi Travnik
Novi Travnik è un comune della Federazione di Bosnia ed Erzegovina situato nel Cantone della Bosnia Centrale con 25.107 abitanti al censimento 2013.
Nel periodo dal 1980 al 1992 la città fu denominata "Pucarevo" in onore al partigiano comunista, eroe della Seconda Guerra mondiale, Đuro Pucar.

## Storia
Novi Travnik è stata costruita nel 1949 per accogliere gli operai della fabbrica d'armi MMK Bratstvo. La storia della città è quindi strettamente legata alla vita della fabbrica, la quale durante il conflitto in Bosnia del 1993, fu bombardata. Con la dissoluzione della Jugoslavia, la MMK Bratstvo venne chiusa. Ancora nel 2010 la maggior parte degli impianti erano in uno stato di abbandono. Alcune piccole imprese del ramo meccanico vi si sono installate. Con la guerra e la chiusura della MMK Bratstvo, la città di Novi Travnik ha perso numerosi abitanti.